# 馬奇南鰍
馬奇南鰍（學名：Schistura machensis）為輻鰭魚綱鯉形目條鰍科南鰍屬的其中一種。被IUCN列為易危保育類動物，分布於亞洲巴基斯坦印度河流域，體長可達3.6公分，棲息在河川底中層水域，生活習性不明。

## 扩展阅读
維基物種上的相關：馬奇南鰍